# Tragseil
Das Tragseil oder Tragkabel ist in der Mechanik ein Seil, das den größten Teil der Gewichtskräfte einer Last aufnimmt, die von einer technischen Einrichtung zu tragen ist.
Tragseile werden eingesetzt bei:
- Kabelkränen
- Seilaufzügen
- Seilbahnen[1]
- Seilbrücken
- Oberleitungen